# Mantas Armalis
Mantas Armalis (ur. 6 września 1992 w Płungianach) – litewski hokeista, reprezentant Litwy.

## Kariera
- Djurgårdens IF U16 (2007/2008)
- Djurgårdens IF J18 (2007/2008)
- Mora IK J18 (2008-2009)
- Mora IK J20 (2009-2012, 2013)
  -  Söderhamn/Ljusne (2011/2012)
  -  Borlänge HF (2011/2012)
  -  Tranås AIF (2012-2013)
- Mora IK (2013-2014)
- Djurgårdens IF (2014-2016)
- San Jose Barracuda (2016-2017)
- Dinamo Ryga (2017-2018)
- Skellefteå AIK (2018-2020)
- Djurgårdens IF (2020-)

Wychowanek szwedzkiego klubu Haninge HF. Został zawodnikiem klubu Djurgårdens IF. Z niego został przekazany w 2008 do zespołu Mora IK. Sezon 2012/2013 rozegrał na wypożyczeniu w zespole Tranås AIF w lidze Division 1. W sezonie 2013/2014 występował w drużynie seniorskiej Mora w lidze HockeyAllsvenskan. Od kwietnia 2014 ponownie zawodnik Djurgårdens IF. W jego barwach rozegrał sezon Svenska hockeyligan edycji 2014/2015. W grudniu 2015 przedłużył kontrakt z klubem o dwa lata. Odszedł z klubu w marcu 2016. Od kwietnia 2016 zawodnik San Jose Sharks z NHL. W październiku 2016 został przekazany do zespołu farmerskiego, San Jose Barracuda, w lidze AHL. Od początku października 2017 zawodnik łotewskiego Dinama Ryga w rosyjskich rozgrywkach KHL. W maju 2018 przeszedł do Skellefteå AIK. W marcu 2020 ponownie został bramkarzem Djurgårdens IF.
Został zawodnikiem reprezentacji Litwy. Uczestniczył w turniejach mistrzostw świata juniorów do lat 18 w 2009, 2010 (Dywizja I), mistrzostw świata juniorów do lat 20 w 2011 (Dywizja I), 2012 (Dywizja II). W kadrze seniorskiej uczestniczył w turniejach mistrzostw świata w 2011, 2012, 2013, 2014, 2015, 2018, 2019, 2022 (Dywizja I).

## Życie prywatne
Tuż po urodzeniu przeprowadził się z rodzicami do Szwecji. Podobnie jak rodzice rozpoczął uprawianie biegów na orientację, lecz następnie wybrał hokej na lodzie.
Równolegle z karierą sportową zajął się modelingiem. Brał udział w pokazach mody, np. Versace podczas Milan Fashion Week.
Jego brat Julius (ur. 1997) także został bramkarzem hokejowym.

## Sukcesy
Reprezentacyjne
- Mistrzostwa Świata w Hokeju na Lodzie 2018/I Dywizja#Grupa B: awans do Dywizji I Grupy A

Indywidualne
- Mistrzostwa świata do lat 18 w hokeju na lodzie mężczyzn 2009/I Dywizja#Grupa A:
  - Trzecie miejsce w klasyfikacji skuteczności interwencji w turnieju: 92,42%[15]
  - Pierwsze miejsce w klasyfikacji liczby obronionych strzałów w turnieju: 183
  - Najlepszy bramkarz turnieju[16]
- Mistrzostwa świata do lat 18 w hokeju na lodzie mężczyzn 2010/I Dywizja#Grupa B:
  - Pierwsze miejsce w klasyfikacji liczby obronionych strzałów w turnieju: 153[17]
- Mistrzostwa Świata Juniorów w Hokeju na Lodzie 2011/I Dywizja#Grupa B:
  - Drugie miejsce w klasyfikacji liczby obronionych strzałów w turnieju: 174[18]
- Mistrzostwa Świata Juniorów w Hokeju na Lodzie 2012/I Dywizja#Grupa A:
  - Pierwsze miejsce w klasyfikacji liczby obronionych strzałów w turnieju: 184[19]
  - Pierwsze miejsce w klasyfikacji skuteczności interwencji w turnieju: 94,36%
  - Drugie miejsce w klasyfikacji średniej goli straconych na mecz w turnieju: 2,14
  - Najlepszy zawodnik reprezentacji na turnieju[20]
  - Najlepszy bramkarz turnieju[21]
- Mistrzostwa Świata w Hokeju na Lodzie 2011/I Dywizja#Grupa B:
  - Drugie miejsce w klasyfikacji liczby obronionych strzałów w turnieju: 91[22]
  - Trzecie miejsce w klasyfikacji średniej goli straconych na mecz: 2,91
  - Trzecie miejsce w klasyfikacji skuteczności interwencji w turnieju: 88,31%
- Mistrzostwa Świata w Hokeju na Lodzie 2012/I Dywizja#Grupa B:
  - Drugie miejsce w klasyfikacji liczby obronionych strzałów w turnieju: 127[22]
  - Czwarte miejsce w klasyfikacji skuteczności interwencji w turnieju: 87,59%
  - Czwarte miejsce w klasyfikacji średniej goli straconych na mecz: 4,51
- Mistrzostwa Świata w Hokeju na Lodzie 2013/I Dywizja#Grupa B:
  - Trzecie miejsce w klasyfikacji liczby obronionych strzałów w turnieju: 111[23]
  - Trzecie miejsce w klasyfikacji skuteczności interwencji w turnieju: 90,98%
  - Piąte miejsce w klasyfikacji średniej goli straconych na mecz: 3,69
- Mistrzostwa Świata w Hokeju na Lodzie 2014/I Dywizja#Grupa B:
  - Drugie miejsce w klasyfikacji liczby obronionych strzałów w turnieju: 106[24]
  - Trzecie miejsce w klasyfikacji skuteczności interwencji w turnieju: 92,17%
  - Trzecie miejsce w klasyfikacji średniej goli straconych na mecz: 1,81
  - Najlepszy zawodnik reprezentacji na turnieju[25]
- Mistrzostwa Świata w Hokeju na Lodzie 2015/I Dywizja#Grupa B:
  - Trzecie miejsce w klasyfikacji liczby obronionych strzałów w turnieju: 167[26]
  - Pierwsze miejsce w klasyfikacji skuteczności interwencji w turnieju: 93,82%
  - Trzecie miejsce w klasyfikacji średniej goli straconych na mecz: 2,21
  - Najlepszy bramkarz turnieju[27]
- Mistrzostwa Świata w Hokeju na Lodzie 2018/I Dywizja#Grupa B:
  - Drugie miejsce w klasyfikacji skuteczności interwencji w turnieju: 93,57%[28]
  - Trzecie miejsce w klasyfikacji średniej goli straconych na mecz: 1,79
- Mistrzostwa Świata w Hokeju na Lodzie 2022 (I Dywizja)#Grupa A[29]:
  - Trzecie miejsce w klasyfikacji skuteczności interwencji w turnieju: 90,71%
  - Trzecie miejsce w klasyfikacji średniej goli straconych na mecz: 3,26
  - Pierwsze miejsce w klasyfikacji liczby obronionych strzałów w turnieju: 127
  - Najlepszy bramkarz turnieju[30][31]
- Mistrzostwa Świata w Hokeju na Lodzie 2024 (I Dywizja)#Grupa B[32]:
  - Trzecie miejsce w klasyfikacji skuteczności interwencji w turnieju: 94,94%
  - Trzecie miejsce w klasyfikacji średniej goli straconych na mecz w turnieju: 1,01